# Jacques Blanchard
Jacques Blanchard (1. října 1600 Paříž – 1638 Paříž) byl francouzský barokní malíř.
Zpočátku se vzdělával v ateliéru svého strýce, malíře Nicolase Bolleryho, poté pokračoval ve studiu u manýristy Horace Le Blanca. V letech 1624–1628 pobýval v Itálii, kde studoval v Benátkách a Římě na dvoře savojského vévody Karla Emmanuela I. Po návratu do Francie byl uznáván jako dekorativní malíř obrazů s náboženskou a mytologickou tematikou.
Jeho práce byly ovlivněny benátskou malířskou školou, především renezančního malíře Tiziana a zároveň byl jedním z prvních francouzských umělců, kteří se při malování zaměřili na problematiku barev. Umělečtí kritici, analyzující Blanchardův styl, věnují pozornost i Rubensovu vlivu patrnému v kresbě a francouzské manýristické formě jeho děl. Malířovy obrazy jsou vzácné, protože většina z nich byla zničena a jsou známe pouze z dochovaných rytin.
Jacquesův syn Gabriel Blanchard byl také malíř, vytvořil mimo jiné strop v salonu Diana ve Versailles.